# Kōya Kitagawa
Kōya Kitagawa (jap. 北川 航也, Kitagawa Kōya; * 26. Juli 1996 in Shizuoka) ist ein japanischer Fußballspieler.

## Karriere

### Verein
Kitagawa spielte seit 2012 für den Shimizu S-Pulse und gehörte seit 2015 zum Profikader. Sein Debüt in der J1 League gab er im Juli 2015 gegen Shonan Bellmare. Im November 2015 erzielte er bei einem 2:2-Remis gegen Ventforet Kofu sein erstes Tor in der höchsten japanischen Spielklasse, aus der Shimizu 2015 absteigen musste. In der Saison 2016 absolvierte er 30 Spiele in der J2 League, in denen er neun Tore erzielte. Zu Saisonende stieg er mit seinem Verein wieder in die J1 League auf.
In der Saison 2017 kam er zu 26 Einsätzen, in denen er fünf Tore erzielte. In der Saison 2018 verbuchte er 13 Tore in 32 Ligaspielen. Im Juli 2019 wechselte er nach Österreich zum SK Rapid Wien, bei dem er einen bis Juni 2023 laufenden Vertrag erhielt. Bei Rapid konnte er sich jedoch nie durchsetzen und kam in drei Spielzeiten zu 49 Einsätzen in der Bundesliga, in denen er fünf Tore erzielte.
Nach der Saison 2021/22 kehrte Kitagawa zu Shimizu S-Pulse zurück. Am Ende der Saison 2022 musste er mit dem Verein als Tabellenvorletzter in die zweite Liga absteigen. Am Ende der Saison 2024 feierte er die Meisterschaft und stieg in die erste Liga auf.

### Nationalmannschaft
Am 12. Oktober 2018 debütierte Kitagawa für die japanische Fußballnationalmannschaft in einem Freundschaftsspiel gegen Panama. Er wurde in den Kader der Asienmeisterschaft 2019 berufen.

## Erfolge
Shimizu S-Pulse
- Japanischer Zweitligameister: 2024